# Sojiro Ishii
Sojiro Ishii (石井 壮二郎 Ishii Sojiro?,  nacido el 29 de marzo de 1970 en Hyogo) es un exfutbolista japonés. Jugaba de defensa y su último club fue el Denso de Japón.

## Trayectoria

### Clubes
| Club        | País  | Año         |
| ----------- | ----- | ----------- |
| Gamba Osaka | Japón | 1992 - 1996 |
| Denso       | Japón | 1997 - 1998 |